# ولاية إبونيه
ولاية إبونيه (بالإنجليزية: Ebonyi State)‏ هي ولاية في نيجيريا، بلغ عدد سكانها 2,176,947 نسمة وذلك حسب إحصائيات سنة 2006، عاصمتها اباكاليكى ‏، تبلغ مساحتها 5,533 كيلومتر مربع، رمزها البريدي هو 840001.

## الموقع
تشترك في الحدود مع:
- ولاية بينو
  - ولاية أبيا
  - ولاية كروس ريفر
  - ولاية إينوغو.